# Sebúlcor
Sebúlcor es un municipio y localidad española de la provincia de Segovia, en la comunidad autónoma de Castilla y León. Cuenta con una población de 241 habitantes (INE 2024).

## Geografía

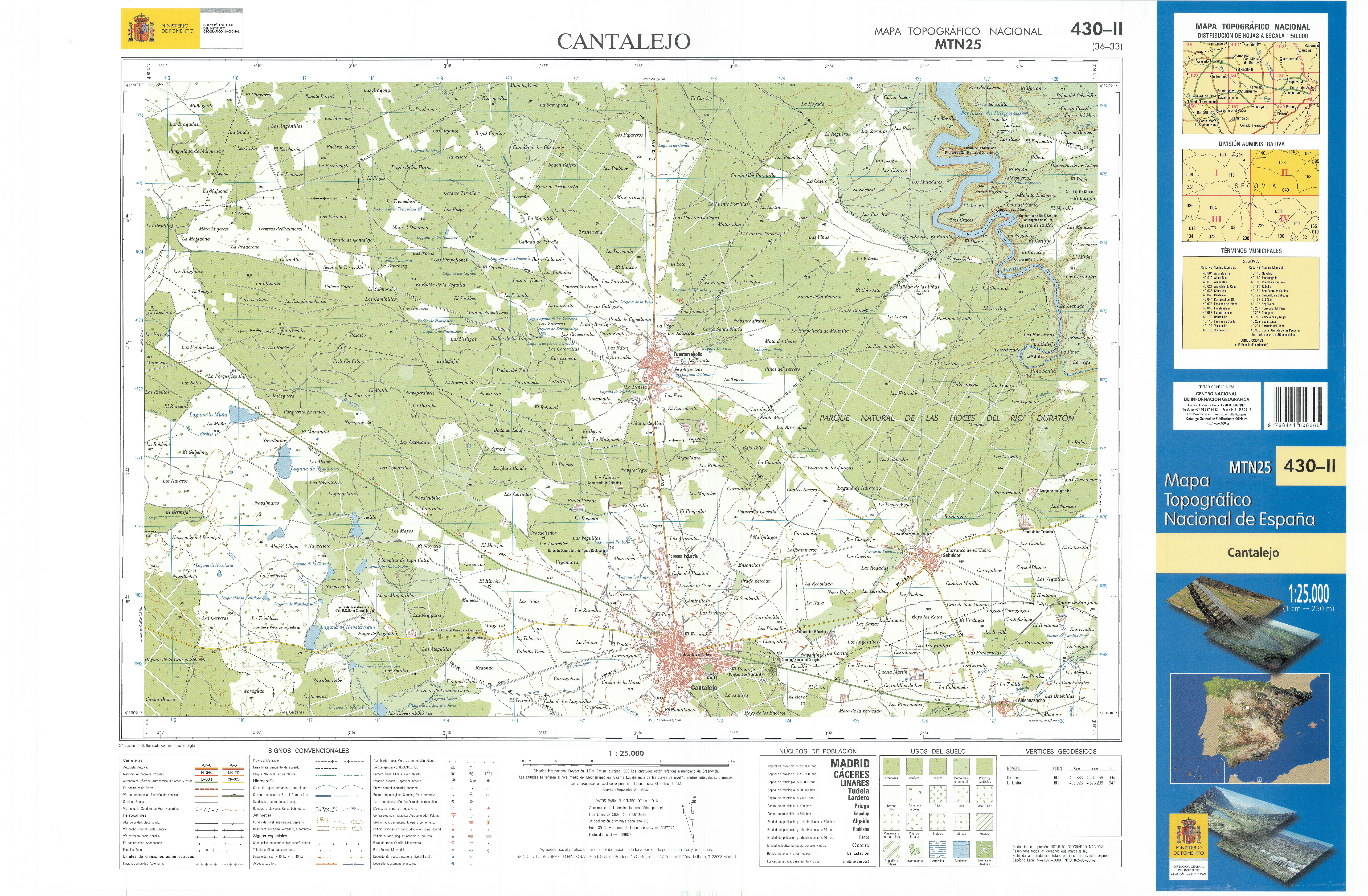
Fragmento de la hoja 430 del Mapa Topográfico Nacional de España de 2008 en el que se representa parte de Sebúlcor

Sebúlcor se encuentra en la comarca Villa y Tierra de Sepúlveda en pleno centro del parque natural de las Hoces del Río Duratón. Al norte linda con Carrascal del Río, al noroeste con Fuenterrebollo, al oeste y sur con Cantalejo y al este con el término de Sepúlveda.
Por la localidad trascurre el Camino de San Frutos y es aquí donde finaliza su cuarta etapa y comienza la quinta, ambas de su itinerario por Caballar.
| Noroeste: Fuenterrebollo | Norte: Carrascal del Río | Noreste: Sepúlveda |
| Oeste: Cantalejo         |                          | Este: Sepúlveda    |
| Suroeste: Cantalejo      | Sur: Cantalejo           | Sureste: Cantalejo |

Por su término pasan los ríos  Duratón y su afluente San Juan. Debido a la naturaleza kárstica del terreno, el río Duratón serpentea por las profundidades de un cañón, creando las Hoces del Duratón, de gran interés paisajístico y medioambiental, por lo que ha sido declarado parque natural. El parque alberga una importante comunidad de rapaces forestales, entre las que destacan los buitres leonados, los alimoches, las águilas reales o el azor. Entre su flora, hay que nombrar los bosques abiertos de sabina albar y enebros, y los bosques de ribera formados por sauces, fresnos, álamos, olmos y alisos.

## Geografía humana

### Demografía
Cuenta con una población de 241 habitantes (INE 2024).
| Gráfica de evolución demográfica de Sebúlcor entre 1842 y 2021 |
| |
| Población de derecho según los censos de población del INE Población de hecho según los censos de población del INEEntre el censo de 1857 y el anterior, crece el término del municipio porque incorpora a 405036 (San Miguel de Noguera) |

| 264           | 298 | 279 | 283 | 264 | 268 | 286 | 275 | 278 | 260 | 260 | 274 | 265 |
| (Fuente: INE) |     |     |     |     |     |     |     |     |     |     |     |     |

### Economía
La economía de Sebúlcor se ha basado siempre en la agricultura y en la ganadería de explotación familiar. También se han dedicado sus gentes a la extracción de resina de los pinos. Como en muchos otros pueblos de la provincia estas actividades han ido decayendo paulatinamente.
En la actualidad la explotación de ganado porcino constituye uno de los recursos más relevantes del pueblo. 
Debido al auge del turismo rural en los últimos años, y al atractivo de la zona, Sebúlcor cuenta con una amplia oferta en este sector. Por una parte se encuentran las empresas dedicadas a las actividades al aire libre, que ofrecen rutas en piragua, quad o caballo. Por otra parte se encuentran los alojamientos, Sebúlcor cuenta con cuatro empresas del sector hotelero, con diferentes características y precios.

## Administración y política
Lista de alcaldes
| Periodo   | Nombre                   | Partido |
| --------- | ------------------------ | ------- |
| 1979-1983 | Miguel Arranz Gregoris   | UCD     |
| 1983-1987 | Juan Carlos Sanz García  | PSOE    |
| 1987-1991 | Juan Carlos Sanz García  | PSOE    |
| 1991-1995 | Modesto Sanz Rodrigo     | PP      |
| 1995-1999 | Juan Carlos Sanz García  | PSOE    |
| 1999-2003 | Juan Carlos Sanz García  | LV-GV   |
| 2003-2007 | Carmen Ortiz Rodrigo     | PP      |
| 2007-2011 | Sara Rodríguez de Frutos | PP      |
| 2011-2015 | Rosa María Sanz Martín   | PSOE    |
| 2015-2019 | Jorge Benito Sanz        | PSOE    |
| 2019-2023 | Jorge Benito Sanz        | PSOE    |
| 2023-act. | Francisco Pastor Sanz    | PP      |

## Cultura

### Patrimonio
- Gacería, variante lingüística local sobre todo utilizado por los tratantes de ganado y trilleros, presente en los pueblos del Ochavo de Cantalejo como Sebúlcor;[5]

Convento de Nuestra Señora de los Ángeles de la Hoz

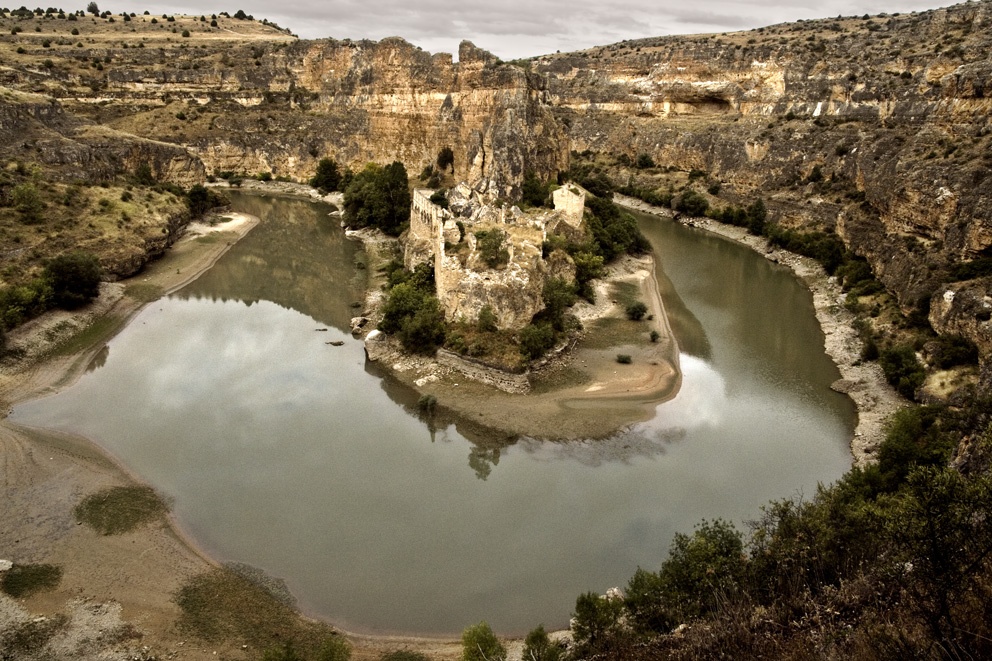
Convento de la Hoz

A la orilla del río se encuentra el Convento de Nuestra Señora de los Ángeles de la Hoz, que es un conjunto monasterial, actualmente en ruinas. Fue fundado en 1231 por la orden franciscana, que lo ocupó hasta su abandono en 1835 debido a la desamortización de Mendizábal. En su interior se rendía culto a la imagen de Nuestra Señora de los Ángeles de la Hoz. Declarado BIC por la Junta de Castilla y León el 13 de septiembre de 2012 (publicada la declaración en el Boletín Oficial de Castilla y León el 19 de septiembre de 2012). 
San Miguel de Neguera
San Miguel de Neguera es una aldea ubicada a la orilla del río San Juan, en el término de Sebúlcor, actualmente en ruinas.
En un documento de 1076, por el que el rey Alfonso VI cede al abad Fortunio y al monasterio de Silos el lugar de San Frutos, se habla del "vado de Neguera". En 1247 era una aldea diminuta que pagaba al obispado de Segovia tan solo dos maravedies. En 1632 se desmiembra esta parroquia de la del Salvador de Sepúlveda y queda incorporada a Sebúlcor. Por lo tanto, como ahora era un barrio de Sebúlcor, se nombra "El Varrio" en 1759, con seis vecinos, y "Barrio de San Miguel de Neguera" en 1826 con once vecinos y cincuenta habitantes. Desde esta fecha su número de habitantes fue disminuyendo hasta la actualidad en que se encuentra deshabitado y en ruinas.
En su término se encuentra el Palacio de los González de Sepúlveda declarado Bien de Interés Cultural el 11 de julio de 2022.

### Fiestas
- Patrocinio de San José: el tercer domingo después de Pascua. Se celebra con misa, juego de pelota y baile.
- La Magdalena: 22 de julio. En esta fiesta y para refrescar los cuerpos tras las tradicionales chuletas asadas a la vera del Duratón y regadas con los caldos de la zona, es costumbre terminar en el agua. En los últimos años se ha impuesto la costumbre de elegir a Mis Bruja y Míster brujo por votación popular.
- San Miguel: 29 de septiembre. Ha sido siempre la fiesta grande, aunque en los últimos años ha pasado a un segundo plano, cobrando mayor importancia las fiestas de julio. Se suceden pasacalles, concursos de bolos y otros juegos, culminando con una caldereta popular en las arboledas.

Además de las fiestas, en los últimos años se realizan otros acontecimientos importantes. Uno de ellos son las jornadas del libro, realizadas desde el año 2001, en estas jornadas los vecinos del pueblo participan en un concurso de relatos, con categorías para todas las edades.
En septiembre tiene lugar desde hace varios años la carrera pedestre La Senda de los Frailes, organizada por la Asociación Amigos del Convento de la Hoz. Al finalizar la carrera se invita a los participantes a una merienda amenizada por una charanga.